# سید مرتضی فاطمی
سیّد مرتضی فاطمی (زادهٔ ۲۷ خرداد ۱۳۶۲) تهیه‌کننده، کارگردان و نویسنده اهل ایران است. فیلم بی‌مادر به نویسندگی و کارگردانی او، به عنوان بهترین فیلم جشنواره‌های بین‌المللی فیلم داکا، بنگلور و کراسینگ اسکرین و رینبو لندن در سال میلادی ۲۰۲۳ انتخاب شده‌است.

## تحصیلات
وی دانشجوی مقطع دکتری در پژوهشگاه علوم انسانی و مطالعات فرهنگی است و رساله خود را به ارتباط مباحث زیبایی‌شناسانه با مسائل سیاسی در سینما اختصاص داده‌است.

## سوابق کاری
سیدمرتضی فاطمی فعالیت خود را در مطبوعات آغاز کرده و سپس به عنوان مجری و برنامه‌ساز در صداوسیما حضور پیدا کرد. او از اواخر دهه ۹۰ به نویسندگی و تهیه‌کنندگی در سینما و تلویزیون مشغول است.

### تلویزیون
| شماره | نام اثر    | سبک            | سال  | نقش              |
| ----- | ---------- | -------------- | ---- | ---------------- |
| ۱     | شرایط خاص  | سریال          | ۱۳۹۸ | تهیه‌کننده        |
| ۲     | اختیاریه   | تاک‌شو          | ۱۳۹۷ | تهیه‌کننده و مجری |
| ۳     | ۱۸۰ درجه   | مجله تلویزیونی | ۱۳۹۶ | تهیه‌کننده و مجری |
| ۴     | هوش سیاه ۲ | سریال          | ۱۳۹۲ | تهیه‌کننده        |

### سینما
| شماره | نام اثر | سال  | نقش                   | توضیحات                                                            |
| ----- | ------- | ---- | --------------------- | ------------------------------------------------------------------ |
| ۱     | پروا    | ۱۴۰۱ | مجری طرح و سرمایه‌گذار | اکران در گروه هنر و تجربه                                          |
| ۲     | بی‌مادر  | ۱۴۰۰ | نویسنده و کارگردان    | حضور در چهلمین دوره جشنواره فیلم فجرکسب جایزه از جشنواره فیلم داکا |

## جوایز
- بهترین فیلم بیست و یکمین جشنواره بین‌المللی فیلم داکا برای فیلم بی‌مادر[۴] - ۲۰۲۳
- بهترین کارگردان جشنواره رینبو لندن، برای فیلم بی‌مادر[۵] - ۲۰۲۳
- بهترین فیلم چهاردهمین جشنواره فیلم بنگلور، برای فیلم بی‌مادر[۶] - ۲۰۲۳
- بهترین فیلم داستانی هفتمین جشنواره کراسینگ اسکرین، برای فیلم بی‌مادر[۷] - ۲۰۲۳
- جایزه برنامه برتر رسانه ملی در زمینه ارتقای کیفیت محصولات و فعالیت‌های فرهنگی از چهارمین همایش و جشنواره ملی ارتقای کیفیت محصولات و فعالیت‌های فرهنگی (۱۳۹۶)[۸]